# Râul Este
Râul Este are lungimea de 44,7 km, este un afluent de pe versantul stâng al Elbei, fiind situat în Saxonia Inferioară, Germania.

## Date geografice
Izvorul râului se află în partea de nord-vest a regiunii Lüneburger Heide în apropiere de Schneverdingen. Râul curge spre nord prin comuna Welle (Niedersachsen), traversează ținutul Harburger Berge, Otterberg, și localitățile Kakenstorf, Hollenstedt, Moisburg și Buxtehude după ce a traversat ținutul Altes Land se varsă lângă Hamburg în Elba.